# Sárga-folyó
A Sárga-folyó (tradicionális kínai: 黃河; egyszerűsített kínai írás: 黄河; pinjin: Huáng Hé,  hallgat; magyaros: Huangho; időnként egyszerűen „A folyó”-nak hívják a kínaiak; mongol: Hatan Gol) a világ hetedik és Kína második leghosszabb folyója, 5464 km hosszú, a Tibet melletti Csinghaj (Qinghai) tartományban ered, ahol gleccserekből táplálkozik. A globális felmelegedés miatt olvadásnak indult jégmezők miatt (a Halong-gleccser 17%-a elolvadt) a folyó egyes szakaszait kiszáradás veszélyezteti.
Cholnoky Jenő magyar földrajztudós a 19. század legvégén két évet töltött a Sárga-folyó és a Jangce (Yangzi) tanulmányozásával.

## Leírása
A Kínai-alföldön (华北平原, Huábĕi píngyuán, Huapej pingjüan) átfolyva a Pohaj (Bohai)-tengerbe ömlik. Átlagos vízhozama egyhuszada a Jangce (Yangzi) vízhozamának. A viszonylag kiszámítható Jangcé (Yangzi)vel szemben a Sárga-folyó rendkívül szeszélyes, csak kis hajókkal hajózható, vízhozama nagyon változékony. Hatalmas mennyiségű sárga löszt hoz magával Észak-Kína löszfennsíkjairól (innen kapta a nevét is), ezt az alsó folyásánál lerakja, ezzel gyakran feltöltve medrét. A folyó a történelem folyamán rengeteg problémát okozott árvizeivel, mederváltoztatásaival. Ma is sok gond van vele, egyes helyeken például magasan a körülötte elterülő földek fölött folyik gátak közé szorítva, melyeket az iszaplerakódás miatt időről időre tovább kell magasítani.

## Története
A Sárga-folyó völgyét a kínai civilizáció bölcsőjeként tartják számon. Itt alakultak ki az első kínai államok, melyeket részben talán éppen a Sárga-folyó szabályozásának igénye hozott létre. A kínai feljegyzések szerint i. e. 602-től a 20. század végéig a Sárga-folyón 1573 alkalommal történt jelentős gátszakadás, és ezek nyomán 26-szor a folyó medre is áthelyeződött. Az idők során a legészakibb torkolata a mai Pohaj (Bohai)-tenger északi partján volt, a legdélibb pedig onnan 800 kilométerre, ott, ahol ma a Huaj (Huai)-folyó ömlik a Kelet-kínai-tengerbe. Az 1887-es áradásnak 900 000 és 2 000 000 közötti, az 1931-es áradásnak 1 000 000 és 4 000 000 közötti áldozata volt. A második kínai–japán háború részeként a Csang Kaj-sek (Chang Kaishek) vezette nacionalista csapatok 1938-ban a gátak megnyitásával idézték elő a folyó áradását, aminek  az áldozatai számát 500 000 és 900 000 közé teszik.
A folyót csak 1947-ben vezették vissza - egyébként 1851 óta létező - mai medrébe, ahonnan több nagyváros, így Tencsin (Tianjin) és Csingtao (Qingdao) vízellátását is biztosítani lehet csatornákon keresztül.

## A Sárga-folyó mellékfolyói
- Fehér-folyó (白河)
- Fekete-folyó (黑河)
- Huang-folyó (湟水)
- Culi (Zuli)-folyó (祖厉河)
- Csingsuj (Qingshui)-folyó (清水河)
- Tahej (Dahei)-folyó (大黑河)
- Kuje (Kuye)-folyó (窟野河)
- Vuting (Wuding)-folyó (无定河)
- Fen-folyó (汾河)
- Vej (Wei)-folyó (渭河)
- Luo-folyó (洛河)
- Csin (Qin)-folyó (沁河)
- Taven (Dawen)-folyó (大汶河)

## A folyó különböző pontjai

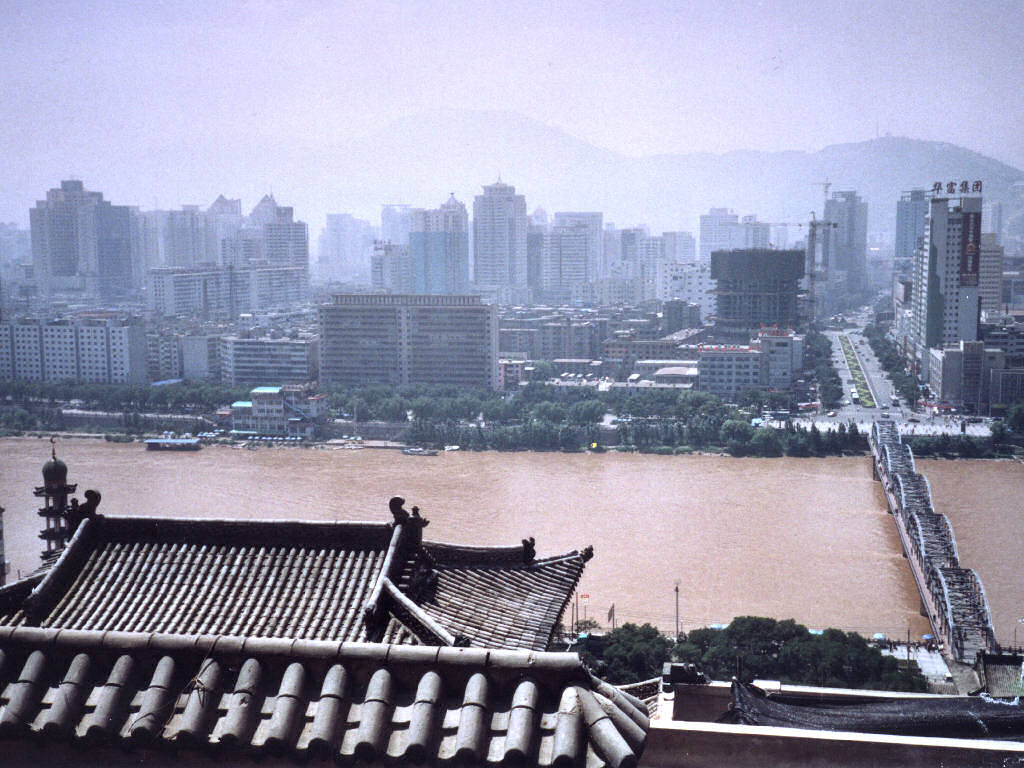
Lancsounál
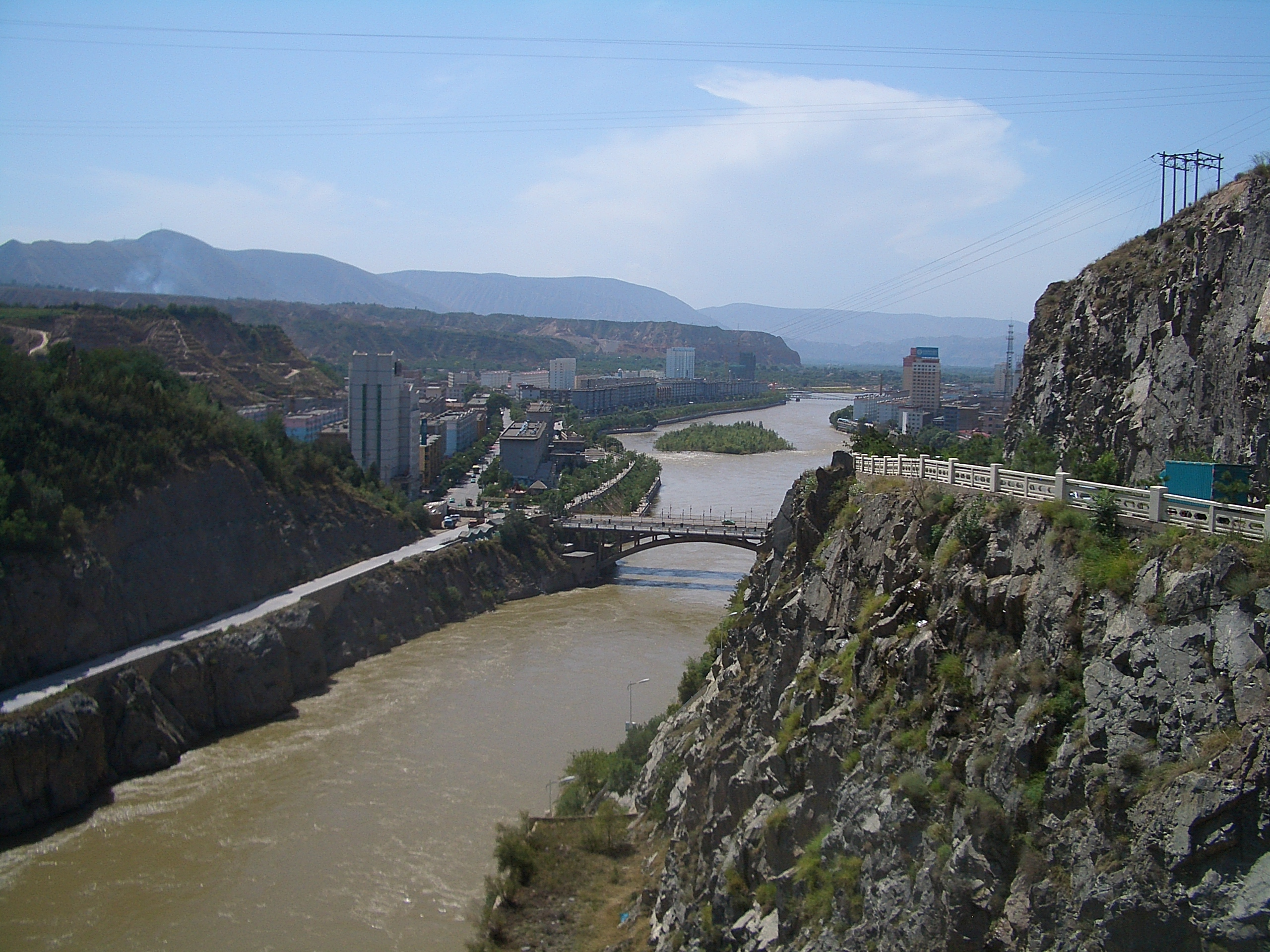
Liucsiahszianál
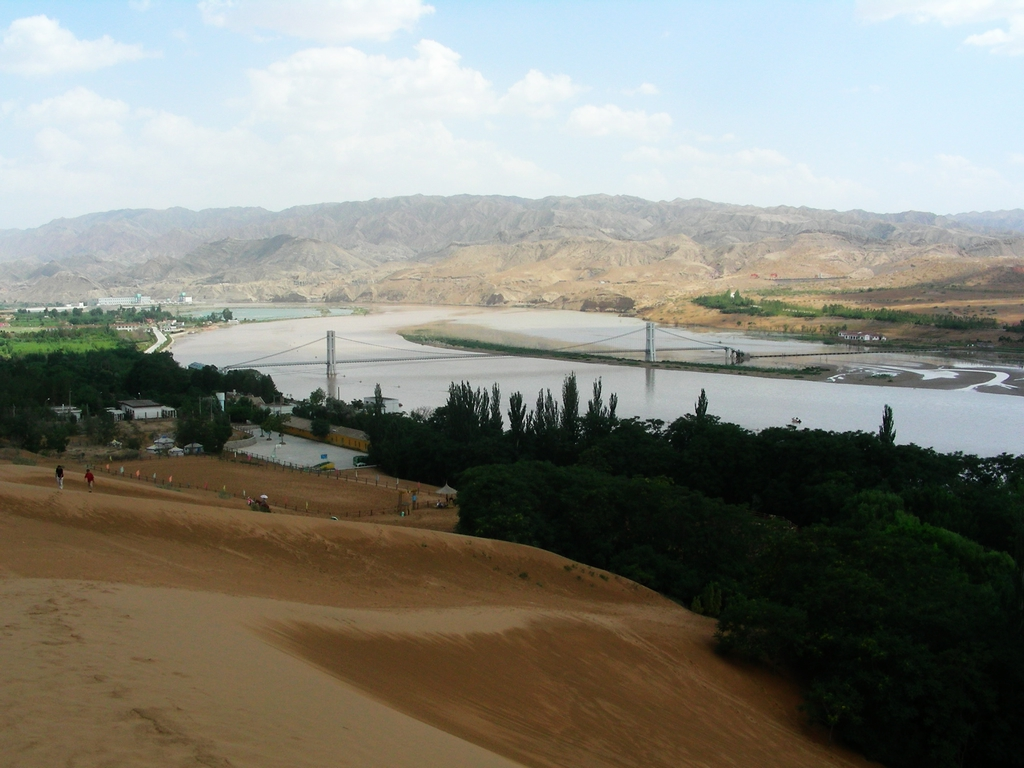
Sapotunál
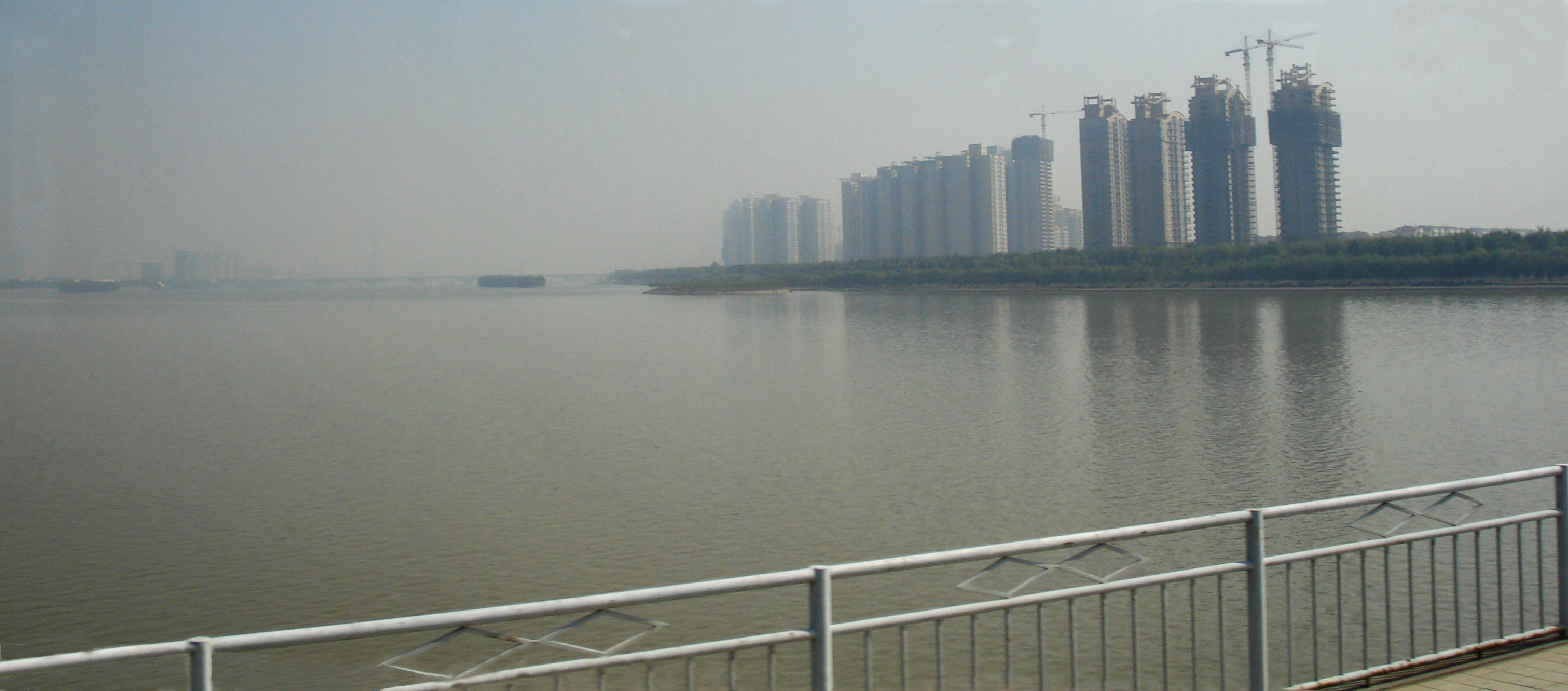
Lojangnál
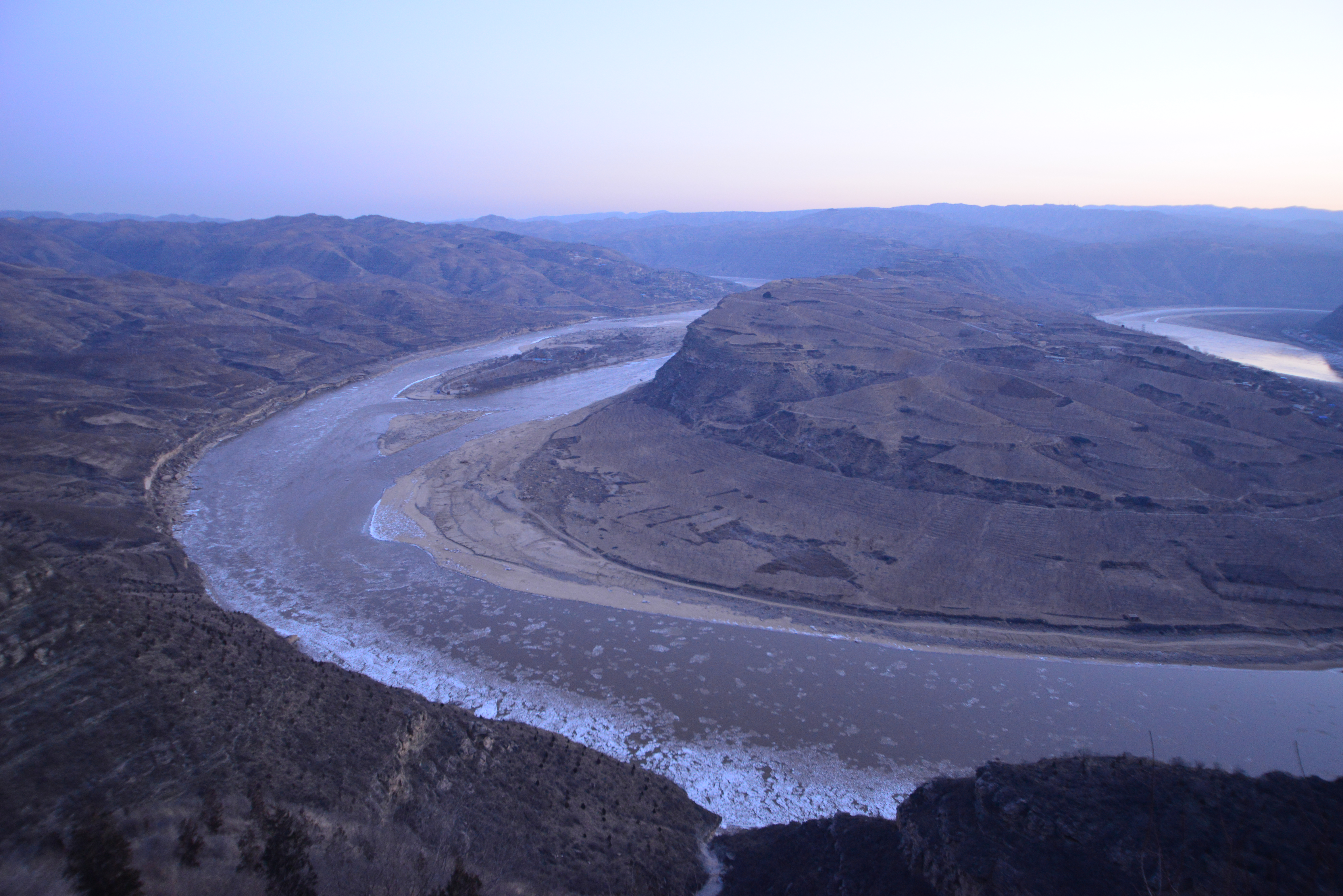
A csienkuni kanyar